# Уварово (Сергиево-Посадский район)
Уварово — исчезнувший населённый пункт в Сергиево-Посадском городском округе Московской области России.

## География
Урочище находится в северо-восточной части области, в зоне хвойно-широколиственных лесов, к востоку от автодороги 46К-8191, на расстоянии примерно 34 километров (по прямой) к северо-западу от города Сергиев Посад, административного центра округа.

### Климат
Климат характеризуется как умеренно континентальный, с умеренно холодной зимой и тёплым летом. Среднегодовая температура воздуха — +2,7 °C. Средняя температура воздуха самого холодного месяца (января) — −11,3 °C (абсолютный минимум — −48 °C), средняя температура самого тёплого (июля) — +17 °С (абсолютный максимум — +36 °C). Годовое количество атмосферных осадков — 630 мм, из которых около 70 % выпадает в период с апреля по октябрь.

## История
Отмечено на карте Александровского уезда 1808 года.
В «Списке населённых мест Владимирской губернии по сведениям 1859 года» населённый пункт упомянут как владельческое сельцо Александровского уезда, расположенное в 60 верстах от уездного города. В сельце имелся 1 двор и проживало 26 человек (9 мужчин и 17 женщин).
По состоянию на 1905 год, в Уварове имелось 2 двора и проживало 30 человек. В административном отношении сельцо входило в состав Константиновской волости.